# Koštýř

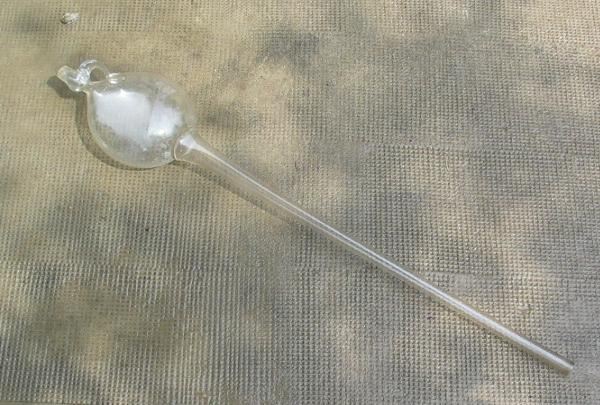
Koštýř

Koštýř je většinou skleněná nádoba používaná k ochutnávce (koštu) a přelévání vína z jedné nádoby do druhé (např. z demižonu do džbánu.) Má tři nesamostatné části – trubici, prostor na víno (hlava) a nasávací trubičku.

## Používání

Koštýř se dostal do znaku několika obcí, zde Starovice

Ústí trubice se ponoří do vína a vinař nasávací trubičkou vysaje z koštýře vzduch. Podtlakem se víno trubicí přesune do hlavy koštýře. Vrchní trubička se prstem uzavře, po vytažení se uzavře ústí trubice. Při ochutnávce se nechá uzavřená jen spodní trubice a koštýř se položí na rameno, poté se uvolňováním ústí rozlévá víno koštujícím. Pokud se má víno jen přesunout do jiné nádoby, ústí trubice se umístí ke dnu a víno se pomalu pouští.

## Provedení
Koštýře se povětšinou vyrábí ze skla v objemech od 0,2 do 1 litru. Hlava může být kulatá, oválná, ve tvaru kapky atd, může být též zdobená vypálenými kresbami nebo reliéfy. Obvyklou částí je malé ouško k zavěšení.